# Asterocalycella
Asterocalycella is een monotypisch geslacht van schimmels uit de orde Helotiales. De familie is nog niet eenduidig bepaald (Incertae sedis). Het bevat alleen de soort Asterocalycella mirabilis.